# The Only Living Boy in New York
The Only Living Boy in New York (Brasil: Apenas um Garoto em Nova York ) é um filme de drama estadunidense de 2017 dirigido por Marc Webb e escrito por Allan Loeb. O filme é estrelado por Callum Turner, Kate Beckinsale, Pierce Brosnan, Cynthia Nixon, Kiersey Clemons e Jeff Bridges. O filme foi lançado em 11 de agosto de 2017, pela Roadside Attractions e Amazon Studios, recebendo críticas geralmente negativas da crítica de cinema.

## Sinopse
Thomas Webb acabou de abandonar a faculdade e ainda está tentando descobrir o que quer fazer da vida. Ele tem uma queda unilateral por sua amiga, Mimi. Ele conhece um novo vizinho, WF, com quem se conecta. Enquanto Thomas passa o tempo com WF, ele recebe conselhos sobre a vida.
Quando Thomas e Mimi se socializam em um bar, Thomas vê seu pai, editor, Ethan, beijando uma mulher, Johanna. Temendo que o caso pudesse prejudicar sua mãe mentalmente instável, Judith, Thomas começa a seguir Johanna. Ele a confronta e fica surpreso ao saber que ela o conhece. Ela revela que é uma editora que trabalha com seu pai e reconhece Thomas pelas fotos no escritório de Ethan. Ele implora para que ela deixe seu pai casado em paz. Johanna diz a Thomas que ele ainda é uma criança que não sabe de nada e que na verdade também quer dormir com ela. Ele repete o confronto para WF, então relutantemente admite que quer dormir com ela.
Na festa de um amigo, Thomas esbarra em Johanna com outro homem. Ele a chama de prostituta, mas ela explica que seu par é gay. Thomas a beija surpreendentemente. Um caso começa e Thomas começa a se apaixonar por Johanna. Ele diz a ela que desde criança aspira a ser escritor, mas Ethan disse a ele que seus ensaios eram apenas 'úteis'.
Na ausência de WF, Thomas encontra um manuscrito intitulado The Only Living Boy in New York . WF é, na verdade, um escritor de sucesso, embora recluso; Thomas o inspirou a escrever novamente. Thomas mostra a ele seus ensaios e WF diz que ele tem talento.
Thomas convida WF para uma festa na empresa de seu pai. Thomas leva Mimi para a festa e ela surpreendentemente mostra sentimentos por ele. Ela pergunta se ele está tendo um caso com Johanna, o que ele nega. Thomas vê WF na festa e tenta apresentá-lo à sua mãe, mas WF desaparece repentinamente. WF se encontra com Johanna no telhado e a avisa para não machucar Thomas.
Ethan propõe casamento a Johanna e ela termina seu relacionamento com Thomas. Zangado, Thomas confronta seu pai e revela que também tem dormido com Johanna. Ethan com raiva sai da sala, enquanto Johanna em lágrimas diz a Thomas que ela realmente está apaixonada por Ethan. Ela diz a Thomas que ele realmente não sabe muito. Ela mostra a ele um recorte de jornal / fotografia que Ethan mantém em seu escritório, de um Thomas mais jovem vencendo uma partida de tênis, com WF parado ao fundo.
Thomas confronta WF, que explica que ele era um amigo próximo de seus pais. Como Ethan é infértil, WF teve um filho com Judith, tornando-o o pai biológico de Thomas. WF percebeu que estava apaixonado por Judith, mas se afastou. Ela percebeu que o amava também, e sua partida a levou a anos de depressão. WF observou Thomas de longe, na esperança de se conectar com seu filho, o que ele já fez.
Voltando para a casa de seus pais, Thomas descobre que Ethan revelou seu caso a Judith e quer o divórcio. Thomas diz à mãe que está em contato com WF e que sabe que Judith sempre foi apaixonada por WF
Um ano depois, Thomas está trabalhando em uma livraria, enquanto tenta publicar seus escritos. Ethan entra na livraria e os dois o alcançam. Ele se oferece para ajudar Thomas usando suas conexões de publicação, que Thomas recusa. Thomas pergunta se Ethan ainda está em contato com Johanna, ele diz que não e admite que está mentindo. Thomas encontra Judith lendo, ouvindo enquanto WF lê seu novo livro The Only Living Boy in New York. Thomas os observa e sorri, pois sua mãe finalmente encontrou a felicidade.

## Elenco
- Callum Turner como Thomas Webb
- Kate Beckinsale como Johanna
- Pierce Brosnan como Ethan Webb
- Cynthia Nixon como Judith Webb
- Jeff Bridges como WF Gerald
- Kiersey Clemons como Mimi Pastori
- Tate Donovan como George
- Wallace Shawn como David
- Anh Duong como Barbara
- Debi Mazar como Anna
- Bill Camp como Tio Buster
- James Saito como James
- Peter Francis James como Peter

## Produção
Em 15 de agosto de 2012, foi anunciado que Marc Webb dirigiria o filme. Em 4 de novembro de 2014, Miles Teller se juntou ao elenco do filme.  Em 8 de setembro de 2016, Callum Turner se juntou ao elenco do filme para substituir Miles Teller. Em 20 de setembro de 2016, Kate Beckinsale se juntou ao elenco do filme. Em 23 de setembro de 2016, Pierce Brosnan se juntou ao elenco do filme.  Em 27 de setembro de 2016, Kiersey Clemons se juntou ao elenco do filme. A fotografia principal começou em outubro de 2016.

## Lançamento
O filme foi lançado em 11 de agosto de 2017, pela Roadside Attractions e Amazon Studios.

## Resposta crítica
Na revisão do site Rotten Tomatoes, o filme tem um índice de aprovação de 34% com base em 88 comentários, e uma classificação média de 4.69/10. O consenso do site diz: "Narrativamente confuso e enjoativo, The Only Living Boy in New York é uma bagatela romântica que o público não vai querer dar um segundo encontro". No Metacritic, que atribui uma classificação normalizada às críticas, o filme tem uma pontuação média ponderada de 33 de 100, com base em 23 críticos, indicando "críticas geralmente desfavoráveis".
Escrevendo para a Rolling Stone, Peter Travers comparou desfavoravelmente o filme a The Graduate, dando-lhe 1.5 estrelas em 4 e dizendo: "Mesmo os melhores atores - e este filme de amadurecimento tem um punhado deles - não posso lutar contra tanto diálogo tolo."